# Athènes classique

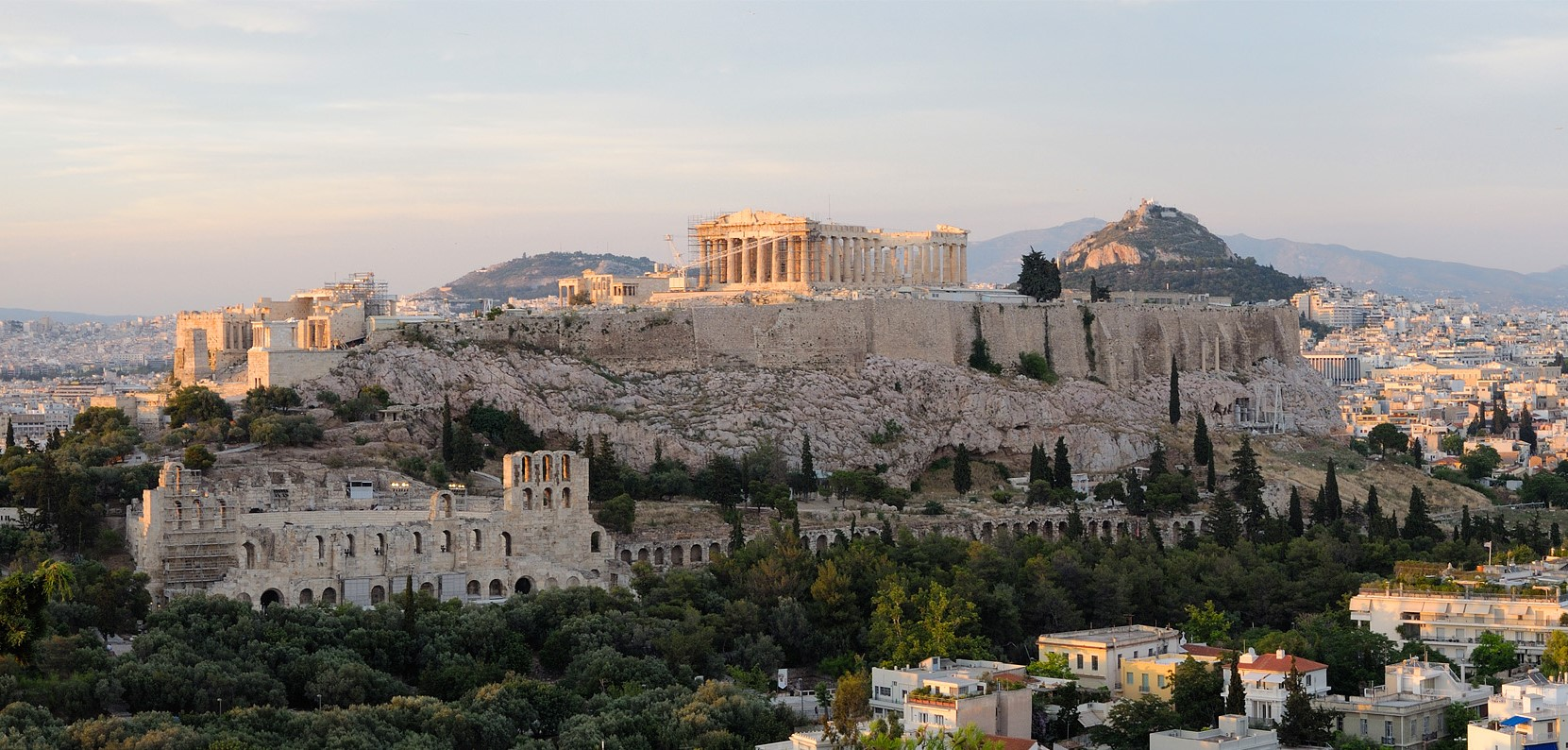
Vue sur les vestiges d'Athènes à l'époque classique.

L'Athènes classique, c'est-à-dire la ville d'Athènes à l’époque classique de la Grèce antique, était le principal centre urbain de la polis du même nom, située en Attique. On situe habituellement l'Athènes classique entre la bataille de Salamine et la mort d'Alexandre le Grand, donc de 480 avant notre ère à 323 avant notre ère. On fait par ailleurs correspondre l'apogée de l'Athènes classique à une portion plus ou moins large du siècle de Périclès, soit le Ve siècle avant notre ère. L'Athènes classique est généralement considéré comme le haut lieu de la philosophie, des arts et de politique du monde grec de l'époque. Son histoire est marquée par des personnages historiques tels que Socrate, Platon, Aristote et Sophocle ainsi que par des évènements majeurs comme la peste d'Athènes, la création du conseil des Quatre-Cents et le procès de Socrate.

## Économie et société

### Les ressources de la cité d'Athènes
Durant l'époque classique, la cité d'Athènes dispose de ressources agricoles non-négligeables, au premier rang desquelles se trouve la trilogie méditerranéenne, à savoir le grain, la vigne et l'olivier. Il existe aussi des productions complémentaires, dont celles des figues et des noix. Des légumes sont également cultivés ; oignons, blettes, chicorée, moutarde, ail, choux, navets et pois. L'inventaire des Hermocopides a également permis d'établir la production d'autres légumes comme les lentilles et la coriandre. On peut aussi faire mention des fleurs, qui étaient utilisées lors des banquets et des mariages. Elles étaient vendues sur des marchés. De plus, des fleurs sauvages étaient vendues comme les pissenlits et l'origan. Le miel et la cire constituaient les uniques sources de sucre. Néanmoins, ces productions demandent du temps. 
En Attique, l'élevage permet de compléter l'agriculture. Les ovins nécessitent un terrain dégagé, tandis que les chèvres ont besoin d'un terrain accidenté. Les bovins requièrent un herbage important. L'élevage sert à la fois pour l'alimentation, les matières premières, mais aussi pour faciliter l'agriculture, en utilisant la force animale et les engrais. Athènes était pauvre en bois et devait donc en importer des Cyclades. Pourtant, le bois est primordial ; il sert de matériau de construction, est utilisé dans l'artisanat et permet de se chauffer en hiver. Enfin, il existait des pêcheurs professionnels, qui vendaient du poisson frais chaque matin dans les marchés locaux. Le poisson permettait aussi de remplacer la viande, beaucoup plus coûteuse. 
L'Athènes classique dispose d'un artisanat très diversifié. Le sociologue Pierre Bourdieu distingue l'artisanat de pauvreté, celui de métier et celui des grands propriétaires, pour démontrer la diversité socio-économique de l'artisanat. Dans l'artisanat, on peut également inclure l'exploitation des mines d'argent du mont Laurion, qui se trouve en plein essor au cours de l'époque classique. En revanche, l'exploitation des carrières de pierre et de marbre demeure méconnue. 
Des innovations sont à dénombrer dans le domaine agricole. Selon Aristote, Athènes se montre particulièrement innovante alors que Sparte ne l'est pas du tout. D'ailleurs, l'artisanat y est interdit.    

### Les esclaves
Dans l'Athènes classique, la grande majorité des esclaves ne sont pas de culture grecque, et sont qualifiés de « barbares ». Il existe d'ailleurs très peu d'esclaves grecs. Différents marchés d'approvisionnement sont à recenser. Le premier marché d'approvisionnement se situe dans le secteur de Chersonèse, où l'on trouve notamment des Thraces et des Bithyniens. On trouve aussi des marchés permanents comme Byzance et des marchés périodiques. À Athènes, il était possible d'acheter des esclaves chaque matin, sur l'Agora et l'Anakeïon. Le marché des esclaves était particulièrement réglementé. 
Les esclaves jouent un rôle essentiel dans l'agriculture. Chaque matin, des esclaves étaient envoyés sur des sortes de marchés d'embauche pour être loués à des citoyens ou des métèques. C'est ainsi que plusieurs milliers d'esclaves travaillaient dans les mines du Laurion, étant loués au concessionnaires de la ville. Parmi eux se trouvent des enfants. Les esclaves sont également présents dans le domaine commercial, et occupent une place importante dans la prostitution. Une société sans esclaves était inconcevable. Pourtant, tous les citoyens ne pouvaient en posséder. 
Le travail servile était organisé de manière bien précise. Trois types d'organisation s'offraient à un propriétaire d'esclaves ; la gestion directe, dans laquelle le propriétaire travaille avec ses esclaves, la gestion indirecte qui consiste à déléguer la gestion à un intendant et enfin un troisième système dans lequel un esclave chef d'atelier verse chaque jour une rente fixe au propriétaire. Les dépenses sont alors à la charge de ce même esclave, mais les profits ne reviennent pas au propriétaire. 
Depuis la période archaïque, Athènes possède des esclaves publics, qui disposent de droits et d'honneurs. Ces esclaves sont employés dans les chantiers publics, servent de comptables, assistent les juges et les magistrats lors des procès. Certains peuvent même devenir prêtres. Il y a aussi les archers scythes qui jouent un rôle de police urbaine. Les esclaves publics étaient très peu contrôlés et pouvaient occuper un poste pendant de longues années, ce qui permettait d'éviter qu'un citoyen ne gagne en pouvoir.    

### L'empire athénien
La ligue de Délos est formée en 477 av. J.-C. ; les Athéniens profitent de leur position dominante et du retrait de Sparte pour s'instituer chef de l'alliance. Les négociations ont lieu à Byzance sur le navire d'Aristide. La mise en place d'un tribut est inédite pour le monde grec. Le montant de celui-ci est calculé en fonction des ressources de la cité. Le conseil de la ligue de Délos, présidé par un magistrat athénien, se réunit une fois par an, généralement au moment du versement du tribut, à l'occasion des Grandes Dionysies (au printemps). L'objectif de cette alliance est de se protéger contre la menace Perse. D'ailleurs, l'alliance mène de nombreuses opérations militaires allant dans ce sens. Certaines opérations visent aussi à maintenir dans l'alliance certaines cités alliées voulant s'en retirer. 
Le montant du tribut est fixé tous les quatre ans. En revanche, le tribut doit être payé une fois par an ; d'après l'orateur Lysias, ce moment est particulièrement humiliant pour les cités alliées. Si une cité paye en retard, elle est pénalisée par un supplément allant croissant. Le trésor est surtout utilisé dans le domaine militaire. Toutefois, Athènes fait également d'autres usages du trésor, comme en témoigne un décret de Périclès accordant des travaux sur l'Acropole, financés par le trésor. Les cités alliées font l'objet d'une présence militaire permanente, qui se fait par le biais des clérouquies. De plus, les tribunaux athéniens se montrent au service de l'alliance, et favorisent le contrôle des cités alliées,.
Athènes est souvent présentée comme la démocratie du monde grec. Cela peut sembler contradictoire au regard du contrôle sans limites qu'elle exerce sur les cités alliées. On remarque que les cités alliées adoptent le régime politique athénien ou bien l'oligarchie. Tout changement face à l'alliance n'entraine pas forcément de changement de régime.

### Les pauvres dans l'Athènes classique
La pauvreté est difficile à définir, surtout pour l'époque classique. En langue grecque, si on se penche sur le vocabulaire de la pauvreté, on constate qu'il y a derrière ces termes l'idée d'absence, mais aussi d'incapacité. Pour les Grecs, le pauvre est celui qui doit travailler pour se nourrir. Le cas des mendiants est un cas à part. En effet, les mendiants sont exclus de l'ordre social du fait qu'ils ne peuvent que prendre, sans jamais rien avoir à donner en retour. La pauvreté peut conduire certaines femmes à travailler en dehors de l'oikos. Il s'agit surtout de métèques ou d'esclaves, même si certaines femmes de citoyens doivent elles aussi travailler pour subvenir aux besoins de l'oikos. Le travail féminin est mal perçu car dans l'idéal, la femme doit uniquement assurer la gestion de l'oikos. Pour une historienne comme Claude Mossé, le travail féminin intervient dans des conditions exceptionnelles et désespérées, à l'image de la guerre du Péloponnèse.
L'habitat des pauvres est assez diversifié ; certains peuvent louer de petits appartements ou de petites maisons, d'autres vivent dans des bidonvilles voire des habitats plus précaires encore. Les habitats les plus précaires n'ont pas laissé de traces archéologiques. Pour les mendiants, les fourneaux des bains publics sont une bonne source de chaleur par temps de grand froid. Si l'on suit les textes, les pauvres sont caractérisés par la qualité de leurs vêtements, et le fait qu'ils en ont très peu. Pour s'alimenter, les pauvres complètent voire remplacent la consommation de céréales par des légumineuses. Ils pouvaient aussi ramasser ou acheter sur des marchés des plantes sauvages. La consommation de viande et de vin sont exceptionnelles (liée aux sacrifices publics ou aux jours de fête). Les pauvres pouvaient aussi s'approvisionner en poisson aux portes de la cité. 
La pauvreté est détestée dans l'Athènes classique. Les pauvres subissent ainsi la honte sociale, conduisant à leur isolement. Pourtant, le régime démocratique favorise l'égalité entre les citoyens ; pour garder une certaine cohésion au sein du corps civique, il y a donc une redistributions des richesses. Toutefois, cette assistance ne profite qu'aux hommes, puisque les femmes et les enfants n'en bénéficient qu'indirectement. De plus, ceux qui en sont exclus voient leur pauvreté s'aggraver. En ce qui concerne les mendiants, ils sont considérés comme nuisibles à la cité et sont donc exclu de ce système. Dans les faits, les principaux bénéficiaires des mesures sont les victimes directes ou indirectes de la guerre, à savoir les orphelins de guerre et les mutilés. Les second ne peuvent pas être abandonnés, du fait des services rendus à la cité. Par ailleurs, la gerotrophia est inscrite dans la loi. À l'époque classique, l'essentiel des relations relève de la philia. Il existe aussi des relations de patronages et de clientélisme, mais il est difficile de savoir si elles sont périodiques ou si elles s'inscrivent dans un véritable système. Il y a aussi le prêt amical qui est encouragé, appelé eranos.      

### Les riches dans l'Athènes classique
Tout comme les pauvres, la définition des riches est complexe pour cette époque. Un bon critère semble être l'appartenance à la classe liturgique, qui représente une infime partie de la société athénienne ; seuls les Pentacosiomédimnes en font partie. En plus des familles aristocratiques anciennes, on assiste aussi à l'émergence, au cours de l'époque classique, de nouveaux riches, tels que les roturiers. Ces derniers sont vus d'un mauvais œil par les familles anciennes, qui cherchent à se distinguer du fait que ces nouveaux riches cherchent à les imiter. 
C'est à partir du Ve siècle av. J.-C. que les demeures des riches subissent quelques améliorations ; auparavant, ces demeures étaient semblables à celles du reste de la population. On assiste aussi à l'émergence d'un goût du luxe. Sur le plan de l'alimentation, les riches consomment des mets de luxe ; du vin de Chios, des anguilles de la Béotie ou encore des amandes de Lesbos. En raison des guerres médiques, l'attrait pour la culture orientale ne convient plus et les tenues luxueuses sont progressivement abandonnées au profit d'autres plus sobres, ce qui donnera par la suite lieu au mythe de l'Athènes blanche. Par ailleurs, l'exotisme est mis en avant. Les riches ont aussi la possibilité de se livrer à certains loisir, contrairement aux pauvres. Ainsi, ces derniers s'exercent au gymnase et à la palestre. De même, les enfants sont entrainés par des pédotribes afin de développer leur esprit agnostique. L'autre loisir auquel se livrent les riches est le banquet, qui est une véritable institution obéissant à des codes. Les pauvres en sont d'ailleurs exclus.    
Après la guerre du Péloponnèse, le consensus entre riches et pauvres est rompu. On assiste d'ailleurs à deux tentatives de coups d'États aristocratiques, en 404 av. J.-C. et en 411 av. J.-C.. De même, alors qu'Athènes tente de relancer une politique hégémonique, les riches y contreviennent, préférant, par tous les moyens, éviter de payer les impôts. L'étalage de richesse est alors bien perçu uniquement s'il se fait dans l'intérêt commun. À l'inverse, ceux qui se refusent à la redistribution des richesses sont la cible des orateurs dans leurs discours.    